# HMS Renown (1895)
O HMS Renown foi um couraçado pré-dreadnought operado pela Marinha Real Britânica. Sua construção começou em fevereiro de 1893 no Estaleiro Real de Pembroke e foi lançado ao mar em maio de 1895, sendo comissionado na frota britânica em junho de 1897. Baseado na predecessora Classe Centurion, era armado com uma bateria principal composta por quatro canhões de 254 milímetros montados em duas torres de artilharia duplas, tinha um deslocamento carregado de treze mil toneladas e alcançava uma velocidade máxima de dezessete nós (31 quilômetros por hora).
O Renown teve uma carreira tranquila, começando seu serviço ativo atuando na América do Norte e Caribe, sendo depois transferido para o Mar Mediterrâneo, em ambos os casos servindo de capitânia para o contra-almirante John Fisher. A partir de 1902 foi convertido em um iate real, tendo suas armas secundárias removidas para melhor desempenhar a função. Nesta capacidade chegou a transportar o Duque de Connaught e Strathearn, o Príncipe de Gales e também o rei Afonso XIII da Espanha. Foi depois usado em vários papéis secundários até ser desmontado em 1914.

## Desenvolvimento
A produção de um novo canhão de 305 milímetros atrasou e três couraçados originalmente planejados para o Programa Naval de 1892 precisaram ser adiados. Em vez disso, uma versão aprimorada do projeto da Classe Centurion foi escolhida para manter os trabalhadores do Estaleiro Real de Pembroke empregados. Não existia na época requerimentos formais para um couraçado de segunda classe adequado para atuar como capitânia no exterior ou reforçar esquadras de cruzadores, mas a decisão para construir o navio foi muito influenciada pelas opiniões do contra-almirante John Fisher e do capitão Cyprian Bridge, o Controlador da Marinha e o Diretor de Inteligência Naval, respectivamente. Ambos eram a favor de embarcações menores com um armamento principal menor e uma bateria secundária mais poderosa. Eles defenderam mais navios desse tipo como substitutos para os dois outros couraçados adiados do programa, mas isto foi rejeitado pelo Almirantado Britânico pois não existia necessidade para mais couraçados de segunda linha.
William Henry White, o Diretor de Construção Naval, apresentou três propostas no início de abril de 1892 e a menor delas foi escolhida no dia 11. O projeto era inovador de várias maneiras. Foi o primeiro couraçado a usar blindagem Harvey, que era mais leve e mais eficiente, o que permitiu que as casamatas da bateria secundária fossem blindadas, e também fo primeiro a usar um convés blindado inclinado e a adicionar proteção sobre o armamento principal.

## Projeto

### Características

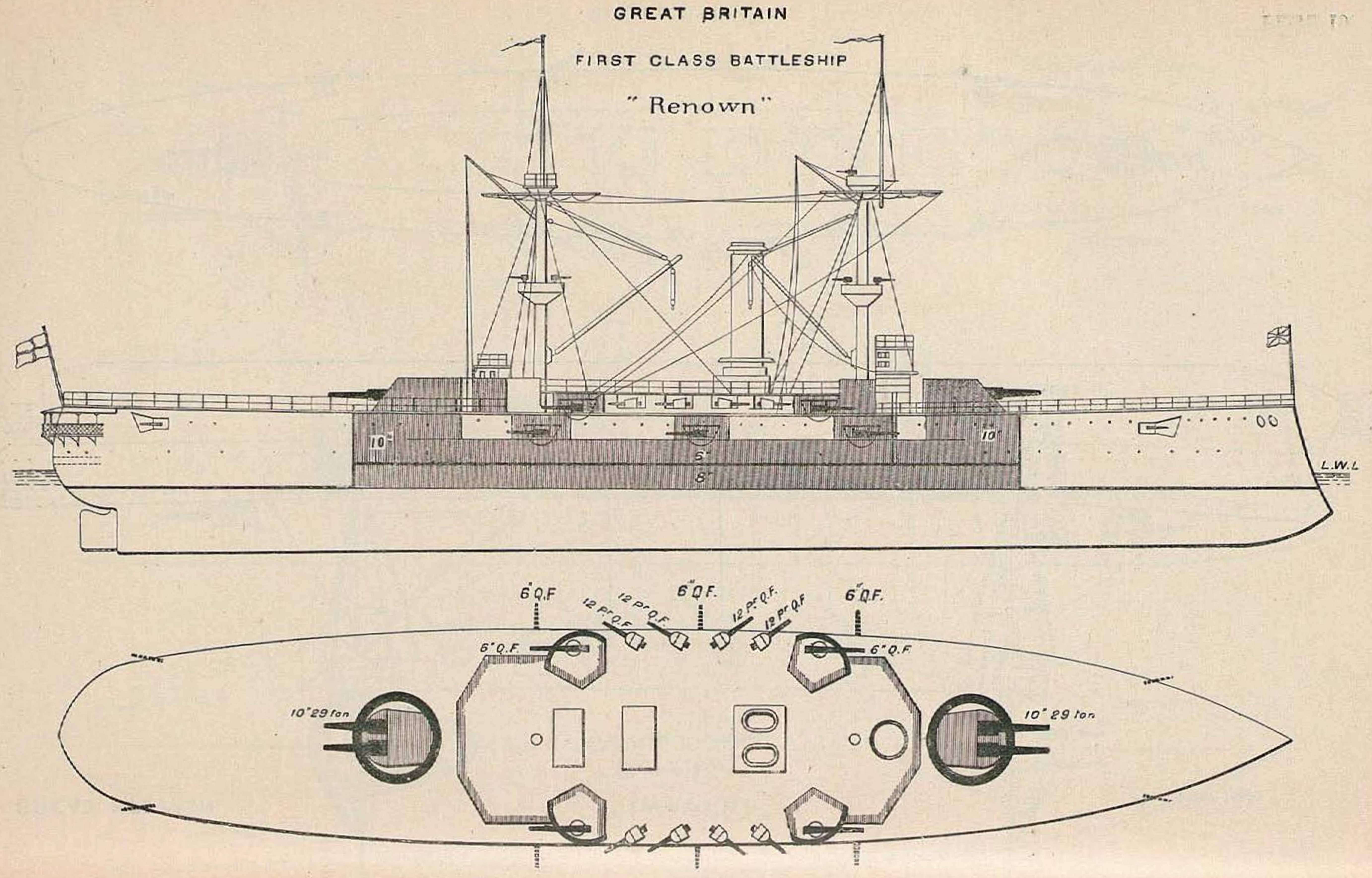
Desenho do Renown

O Renown tinha 125,7 metros de comprimento de fora a fora, uma boca de 22 metros e um calado máximo de 8,3 metros. Tinha um deslocamento normal de 11 880 toneladas e um deslocamento carregado de 13 071 toneladas. Sua altura metacêntrica era era de 1,1 metros em deslocamento carregado. Sua tripulação em 1903 era formada por 651 a 674 oficiais e marinheiros. Seu casco foi coberto de cobre com o objetivo de reduzir bioincrustações já que a intenção era que atuasse principalmente no exterior. Foi considerado que o Renown tinha uma boa manobrabilidade e também uma boa navegabilidade.
Seu sistema de propulsão consistia em dois motores verticais de tripla-expansão com três cilindros, cada um girando uma hélice. O vapor vinha de oito caldeiras cilíndricas que funcionavam a uma pressão de 1 069 quilopascais. O sistema tinha uma potência indicada de 10,2 mil cavalos-vapor (7,5 mil quilowatts) para uma velocidade máxima de dezessete nós (31 quilômetros por hora), porém mostrou-se mais potente do que imaginado e o couraçado alcançou 18,75 nós (34,73 quilômetros por hora) durante seus testes marítimos forçando seus motores. Podia carregar até 1 920 toneladas de carvão para uma autonomia de 6,4 mil milhas náuticas (11,9 mil quilômetros) a dez nós (dezenove quilômetros por hora).

### Armamento

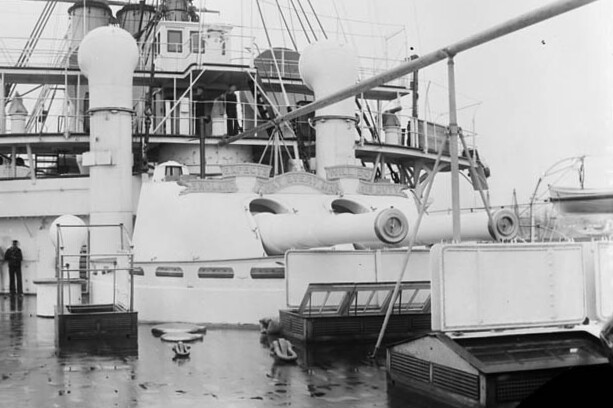
A torre de artilharia de ré do Renown

O armamento principal do Renown era composto por quatro canhões Marco III calibre 32 de 254 milímetros montados em duas torres de artilharia duplas, uma à vante e outra à ré da superestrutura. Cada arma tinha um carregamento de 105 projéteis. Estes eram do tipo perfurante, pesavam 227 quilogramas e eram disparados a uma velocidade de saída de 622 metros por segundo. Os canhões eram elevados manualmente até um ângulo máximo de treze graus, tendo um alcance de 9,2 quilômetros a doze graus. A rotação também era manual e as torres tinham um arco de disparo de trezentos graus. A cadência de tiro era de um disparo a cada dois minutos.
O armamento secundário consistia em dez canhões Marco II calibre 40 de 152 milímetros, seis montados em casamatas nas laterais do casco e os quatro restantes em casamatas no convés superior na superestrutura. A defesa contra barcos torpedeiros tinha doze canhões de 76 milímetros, oito dos quais ficavam em montagens no convés superior à meia-nau. Disparavam projéteis de 5,7 quilogramas a uma velocidade de saída de 777 metros por segundo. Cada arma tinha um carregamento de duzentos projéteis. O Renown também tinha oito canhões Hotchkiss de 47 milímetros, cada um com um carregamento de quinhentos projéteis de munição. Fechando o armamento estavam cinco tubos de torpedo de 450 milímetros, um na popa acima da linha de flutuação e dois em cada lateral submersos.

### Blindagem
A proteção do navio era feita em sua maioria de blindagem Harvey. Seu cinturão principal tinha entre 152 e 203 milímetros de espessura, tendo 64 metros de comprimento à meia-nau e 2,3 metros de altura, dos quais 1,5 metro ficavam acima da linha de flutuação em deslocamento normal. Nas extremidades haviam anteparas obliquas, de 254 milímetros à vante e 152 milímetros à ré, que conectavam o cinturão com as barbetas. O cinturão superior tinha 54,9 metros de comprimento e 2,1 metros de altura, cobrindo a lateral da embarcação entre as traseiras das barbetas e até o nível do convés principal. Anteparas obliquas de 152 milímetros conectavam o cinturão superior às barbetas.
O Renown foi o primeiro couraçado da Marinha Real Britânica construído com um convés principal blindado atrás do cinturão principal, algo comumente usado nos cruzadores protegidos britânicos. O topo do convés ficava no mesmo nível da extremidade superior do cinturão principal e se inclinava para baixo em um ângulo de 45 graus até encontrar com a extremidade inferior do cinturão. O convés ficava entre as duas barbetas, tendo 51 milímetros de espessura reto ao centro e 76 milímetros inclinado nas laterais.
As barbetas eram protegidas por 254 milímetros. As torres de artilharia que protegiam o armamento principal tinham frentes de 152 milímetros, laterais de 76 milímetros e tetos de 25 milímetros. Foram inicialmente construídas sem blindagem traseira por causa de problemas com a distribuição de peso das torres. As casamatas do convés superior eram protegidas por blindagem de 102 milímetros na frente e laterais, já aquelas no casco tinham frentes e laterais de 152 milímetros. O tubo de torpedo da popa tinha um mantelete de 76 a 152 milímetros. As laterais da torre de comando de vante tinham 229 milímetros, enquanto aquelas da torre de comando de ré tinham apenas 76 milímetros.

## Carreira

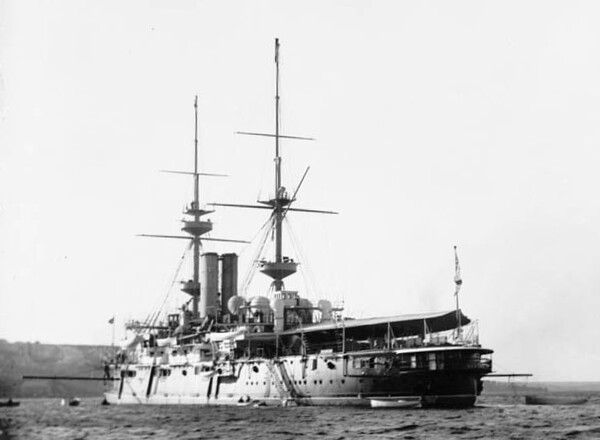
O Renown em Halifax c. 1898

O batimento de quilha do Renown ocorreu em 1º de fevereiro de 1893 no Estaleiro Real de Pembroke no País de Gales e foi lançado ao mar em 8 de maio de 1895, sendo finalizado em janeiro de 1897 ao custo de 751 206 libras esterlinas. Seus testes marítimos foram longos e incluíram e substituição das lâminas das suas hélices, terminando apenas no início de junho. Foi comissionado em 8 de junho e serviu de capitânia do vice-almirante sir Nowell Salmon no dia 26 durante uma revista de frota em Spithead em celebração do jubileu de diamante da rainha Vitória. Alberto Eduardo, Príncipe de Gales, acompanhou a revista a bordo do couraçado. O navio foi brevemente designado para a 1ª Divisão da Esquadra do Canal entre 7 e 12 de julho para manobras ao sul do litoral da Irlanda. O Renown se tornou em 24 de agosto a capitânia de Fisher, então comandante da Estação da América do Norte e Índias Ocidentais, substituindo o cruzador protegido HMS Crescent. Desempenhou esta função até precisar ir passar por manutenção em maio de 1899.
Voltou ao serviço em julho e foi transferido para a Frota do Mediterrâneo, onde novamente foi a capitânia de Fisher. Este considerou o Renown muito desejável para sediar eventos sociais necessários para uma capitânia em tempos de paz. Passou por uma manutenção especial em Malta entre fevereiro e maio para poder se adequar às necessidades de Fisher, incluindo a transferência dos canhões de 76 milímetros no convés para a superestrutura. Voltou ao serviço em 19 de novembro, permanecendo como a capitânia de Fisher até este ser transferido em 4 de junho de 1902 para outros posto. O Renown continuou na Frota do Mediterrâneo e participou de manobras próximas de Cefalônia e Moreia entre 29 de setembro e 6 de outubro de 1902.
Foi destacado da Frota do Mediterrâneo ao final das manobras e voltou para o Reino Unido para passar por reformas especiais no Estaleiro Real de Portsmouth a fim de transportar o príncipe Artur, Duque de Connaught e Strathearn, e sua esposa e princesa Luísa Margarida, Duquesa de Connaught e Strathearn, em uma viagem oficial para a Índia. As modificações incluíram a remoção dos canhões de 152 milímetros do convés principal, com o navio recebendo o apelido de "Couraçado Iate" ao final das reformas. O Renown levou o casal real na viagem entre novembro de 1902 e março de 1903. Retornou para a Frota do Mediterrâneo no mês seguinte. Substituiu em agosto o couraçado HMS Venerable como capitânia da frota para que este passasse por sua manutenção. Participou em seguida de manobras próximas do litoral de Portugal entre 5 e 9 de agosto.
O Renown foi colocado na reserva em 15 de maio de 1904 em Devonport, porém participou no mês seguinte de manobras. Uma reforma começou em 21 de fevereiro de 1905 para que fosse configurado como iate real. O armamento secundário restante foi removido a fim de aumentar o número de acomodações. Deixou Portsmouth em 8 de outubro rumo a Gênova, na Itália, onde embarcou Jorge, Príncipe de Gales, e sua esposa Maria, Princesa de Gales, para uma viagem à Índia. Nesta teve a escolta do cruzador protegido HMS Terrible. O Renown deixou Carachi ao final da viagem em 23 de março de 1906 e chegou em Portsmouth em 7 de maio, sendo colocado na reserva no dia 31.
A embarcação foi colocada na recém formada Frota Doméstica em maio de 1907 e classificada como um "iate subsidiário". Transportou o rei Afonso XIII da Espanha e sua esposa a rainha Vitória Eugênia entre outubro e dezembro em uma viagem oficial do casal ao Reino Unido. O Renown foi transferido para a 4ª Divisão da Frota Doméstica em 1º de abril de 1909, enquanto em 25 de setembro iniciou reformas no Estaleiro Real de Portsmouth para ser convertido em um navio-escola para foguistas.
Ele brevemente serviu em outubro como auxiliar do navio de linha HMS Victory, com suas reformas terminando no mês seguinte. Foi usado em junho de 1911 como um alojamento flutuante em Spithead durante a revista de frota em celebração da coroação do rei Jorge V. Foi acidentalmente abalroado pelo navio-tanque Aid em 26 de novembro, mas ficou apenas levemente danificado. O Renown foi colocado a venda em 31 de janeiro de 1913 e parcialmente desmontado, sendo encorado na Ilha de Wight em outubro para guardar descarte. Foi vendido como sucata em um leilão em 1º de abril de 1914 para a Hughes Bolckow pelo preço de 39 mil libras. Foi desmontado em Blyth.